# Glee: The Music, Volume 5
Glee: The Music, Volume 5 je soundtrackové album z amerického televizního muzikálového seriálu Glee. Album vyšlo 8. března 2011 a obsahuje šestnáct cover verzí písní z druhé série seriálu včetně dvou původních písní napsaných přímo pro seriál. První z nich s názvem "Get It Right" byla složena speciálně pro Leu Michele. Druhou původní píseň s názvem "Loser Like Me" zpívá celý sbor.

## Tracklist
| Číslo skladby | Název skladby                                                 | Autoři skladby                                                                         | Původní interpret(i)              | Délka |
| ------------- | ------------------------------------------------------------- | -------------------------------------------------------------------------------------- | --------------------------------- | ----- |
| 1             | "Thriller / Heads Will Roll"                                  | Rod Temperton / Brian Chase, Karen Orzolek, Nick Zinner                                | Michael Jackson / Yeah Yeah Yeahs | 3:36  |
| 2             | "Need You Now"                                                | Charles Kelley, Hillary Scott                                                          | Lady Antebellum                   | 3:37  |
| 3             | "She's Not There"                                             | Rod Argent                                                                             | The Zombies                       | 2:28  |
| 4             | "Fat Bottomed Girls"                                          | Brian May                                                                              | Queen                             | 4:12  |
| 5             | "P.Y.T. (Pretty Young Thing)"                                 | James Ingram, Quincy Jones                                                             | Michael Jackson                   | 3:56  |
| 6             | "Firework"                                                    | Tor Hermansen, Mikkel Eriksen, Katy Perry, Ester Dean, Sandy Wilheim                   | Katy Perry                        | 3:47  |
| 7             | "Baby"                                                        | Christopher Bridges, Christine Flores, Christopher Stewart, Terius Nash, Justin Bieber | Justin Bieber featuring Ludacris  | 3:35  |
| 8             | "Somebody to Love"                                            | Heather Bright, Ray Romulus, Jeremy Reeves, Jonathan Yip, Bieber                       | Justin Bieber                     | 3:10  |
| 9             | "Take Me or Leave Me"                                         | Jonathan Larson                                                                        | muzikál Rent                      | 3:11  |
| 10            | "Sing"                                                        | My Chemical Romance                                                                    | My Chemical Romance               | 4:03  |
| 11            | "Don't You Want Me"                                           | Philip Oakey                                                                           | The Human League                  | 3:33  |
| 12            | "Do You Wanna Touch Me (Oh Yeah)" (featuring Gwyneth Paltrow) | Gary Glitter, Mike Leander                                                             | Joan Jett                         | 3:36  |
| 13            | "Kiss" (featuring Gwyneth Paltrow)                            | Prince                                                                                 | Prince and The Revolution         | 3:37  |
| 14            | "Landslide" (featuring Gwyneth Paltrow)                       | Stevie Nicks                                                                           | Dixie Chicks                      | 3:46  |
| 15            | "Get It Right"                                                | Adam Anders, Nikki Hassman, Peer Åström                                                | Původní píseň ze seriálu          | 3:47  |
| 16            | "Loser Like Me"                                               | Anders, Åström, Savan Kotecha, Max Martin, Johan Schuster                              | Původní píseň ze seriálu          | 3:19  |

### Anglická a brazilská verze
| Číslo skladby | Název skladby                               | Autoři skladby                                                                         | Původní interpret(i)              | Délka |
| ------------- | ------------------------------------------- | -------------------------------------------------------------------------------------- | --------------------------------- | ----- |
| 1             | "Thriller / Heads Will Roll"                | Rod Temperton / Brian Chase, Karen Orzolek, Nick Zinner                                | Michael Jackson / Yeah Yeah Yeahs | 3:36  |
| 2             | "Need You Now"                              | Charles Kelley, Hillary Scott                                                          | Lady Antebellum                   | 3:37  |
| 3             | "She's Not There"                           | Rod Argent                                                                             | The Zombies                       | 2:28  |
| 4             | "Fat Bottomed Girls"                        | Brian May                                                                              | Queen                             | 4:12  |
| 5             | "P.Y.T. (Pretty Young Thing)"               | James Ingram, Quincy Jones                                                             | Michael Jackson                   | 3:56  |
| 6             | "Firework"                                  | Tor Hermansen, Mikkel Eriksen, Katy Perry, Ester Dean, Sandy Wilheim                   | Katy Perry                        | 3:47  |
| 7             | "Baby"                                      | Christopher Bridges, Christine Flores, Christopher Stewart, Terius Nash, Justin Bieber | Justin Bieber featuring Ludacris  | 3:35  |
| 8             | "Somebody to Love"                          | Heather Bright, Ray Romulus, Jeremy Reeves, Jonathan Yip, Bieber                       | Justin Bieber                     | 3:10  |
| 9             | "Take Me or Leave Me"                       | Jonathan Larson                                                                        | muzikál Rent                      | 3:11  |
| 10            | "Sing"                                      | My Chemical Romance                                                                    | My Chemical Romance               | 4:03  |
| 11            | "Don't You Want Me"                         | Philip Oakey                                                                           | The Human League                  | 3:33  |
| 12            | "Kiss" (featuring Gwyneth Paltrow)          | Prince                                                                                 | Prince and The Revolution         | 3:37  |
| 13            | "Landslide" (featuring Gwyneth Paltrow)     | Stevie Nicks                                                                           | Dixie Chicks                      | 3:46  |
| 14            | "Afternoon Delight" (featuring John Stamos) |                                                                                        | Starland Vocal Band               | 3:11  |
| 15            | "Get It Right"                              | Adam Anders, Nikki Hassman, Peer Åström                                                | Původní píseň ze seriálu          | 3:47  |
| 16            | "Loser Like Me"                             | Anders, Åström, Savan Kotecha, Max Martin, Johan Schuster                              | Původní píseň ze seriálu          | 3:19  |

## Interpreti
- Dianna Agron
- Chris Colfer
- Jane Lynch
- Jayma Mays
- Kevin McHale
- Lea Michele
- Cory Monteith
- Heather Morris
- Matthew Morrison
- Amber Riley
- Naya Rivera
- Mark Salling
- Jenna Ushkowitz

### Hostující interpreti
- Darren Criss
- Chord Overstreet
- Gwyneth Paltrow
- John Stamos

### Vokály
- Adam Anders
- Alex Anders
- Nikki Anders
- Kala Balch
- Ravaughn Brown
- Kamari Copeland
- Tim Davis
- Missi Hale
- Jon Hall
- Storm Lee
- David Loucks
- Chris Mann
- Drew Ryan Scott
- Onitsha Shaw
- Windy Wagner

## Datum vydání
| Oblast                 | Datum vydání    | Formát(y)               |
| ---------------------- | --------------- | ----------------------- |
| Austrálie              | 8. března 2011  | Dostupno ke stažení     |
| Kanada                 | 8. března 2011  | CD, dostupno ke stažení |
| Nový Zéland            | 8. března 2011  | Dostupno ke stažení     |
| Spojené státy americké | 8. března 2011  | CD, dostupno ke stažení |
| Austrálie              | 11. května 2011 | CD                      |
| Spojené království     | 11. dubna 2011  | CD, dostupno ke stažení |
| Itálie                 | 18. října 2011  | CD, dostupno ke stažení |